# HLA-B13
HLA-B13 هو نمط مصلي من مستضد الكريات البيضاء البشرية-ب.